# سن جوان د یاپاسانی
سن جوان د یاپاسانی (به اسپانیایی: San Juan de Yapacaní) یک منطقهٔ مسکونی در بولیوی است که در استان ایچیلو واقع شده‌است.